# Locard’sche Regel
Die Locard’sche Regel, auch das Locard’sche Prinzip genannt, ist eines der wichtigsten Prinzipien der modernen Forensik. Sie besagt, dass kein Kontakt zwischen zwei Objekten vollzogen werden kann, ohne dass diese wechselseitige Spuren hinterlassen.

## Begründung durch Edmond Locard

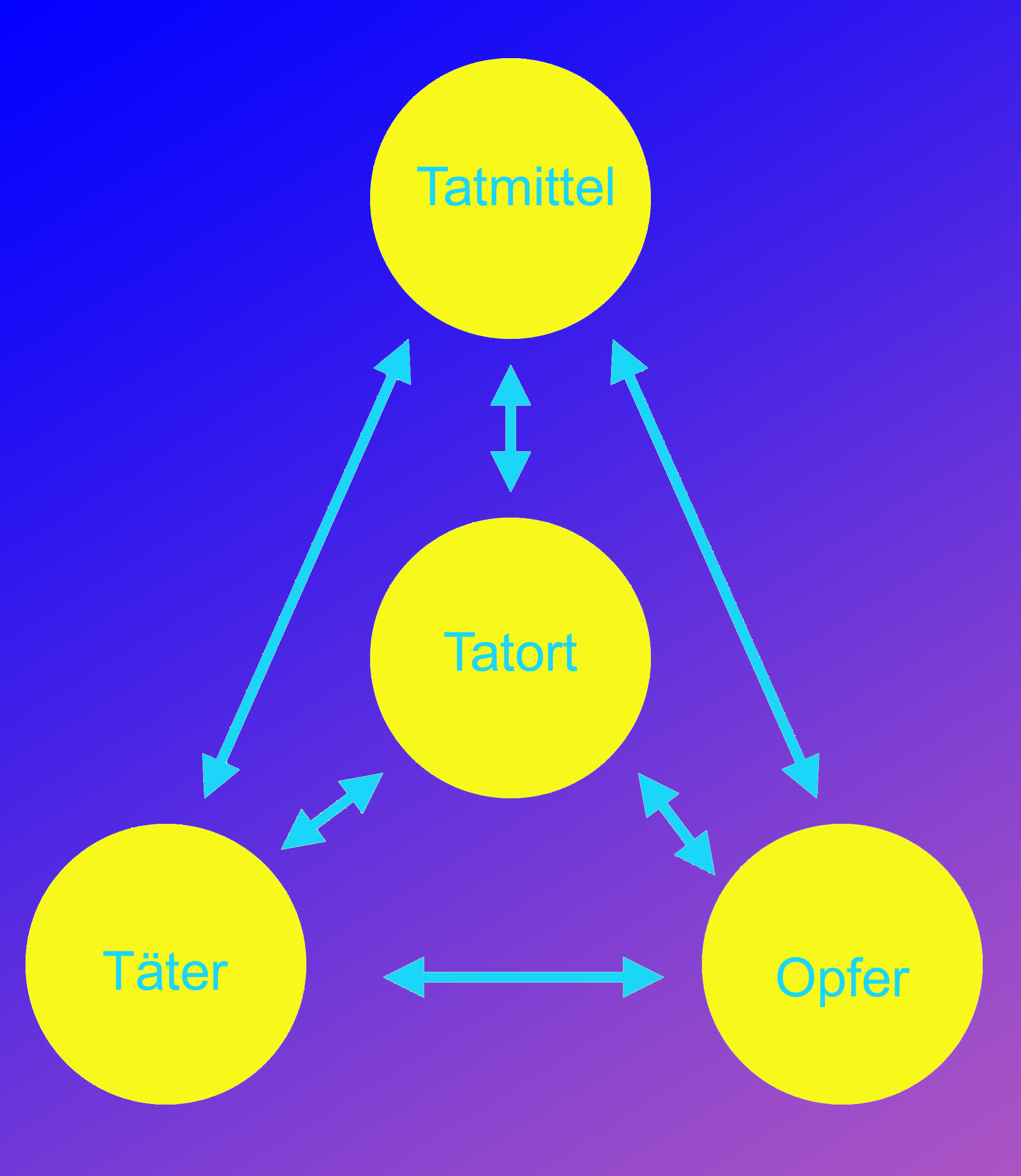
Die Locard’sche Regel

Um das Jahr 1910 formulierte der damalige Direktor des französischen Polizeilabors in Lyon und Mitbegründer der modernen Forensik Edmond Locard, dass kein Täter eine Tat begehen oder einen Tatort verlassen könne, ohne eine Vielzahl von Spuren zu hinterlassen.
Locard formulierte das so:
„Überall dort, wo er geht, was er berührt, was er hinterlässt, auch unbewusst, all das dient als stummer Zeuge gegen ihn. Nicht nur seine Fingerabdrücke oder seine Fußabdrücke, auch seine Haare, die Fasern aus seiner Kleidung, das Glas, das er bricht, die Abdrücke der Werkzeuge, die er hinterlässt, die Kratzer, die er in die Farbe macht, das Blut oder Sperma, das er hinterlässt oder an sich trägt. All dies und mehr sind stumme Zeugen gegen ihn. Dies ist der Beweis, der niemals vergisst. Er ist nicht verwirrt durch die Spannung des Augenblicks. Er ist nicht unkonzentriert, wie es die menschlichen Zeugen sind. Er ist ein sachlicher Beweis. Physikalische Beweismittel können nicht falsch sein, sie können sich selbst nicht verstellen, sie können nicht vollständig verschwinden. Nur menschliches Versagen diese zu finden, zu studieren und zu verstehen kann ihren Wert zunichte machen.“

## Bedeutung für die Kriminalistik
Locards Ansätze waren für die damalige Zeit ganz und gar unüblich. Für die heutige Strafverfolgung sind sie unerlässlich. Fingerabdrücke, Fußabdrücke, Schmauchspuren, Faserspuren, Blut- und Spermazuordnungen sind oft die Hauptbelastungsbeweise für die Aufklärung zahlreicher Verbrechen.
Die zunehmende Bedeutung der wissenschaftlichen Hilfsmittel für die Aufklärung krimineller Taten drängte zur Schaffung einer neuen, ausschließlich dafür zuständigen Disziplin, der Forensik. Da sich Locard der großen Bedeutung der forensischen Untersuchung eines Tatorts bewusst war und diese vorangetrieben hat, kann man ihn – neben Joseph Bell und Archibald Reiss – als Begründer der Forensik bezeichnen.